# 考爱岛
考爱岛，又譯考艾岛、可愛島，太平洋中部夏威夷群岛中第四大岛，属美国夏威夷州考爱县管辖，全岛面积1430.4平方公里，人口58,303人（2000年统计）。
考爱岛是一个火山岛，島上最高峰是卡瓦伊基尼山（海拔1598米），第二高峰是怀阿勒阿勒山（海拔1570米）。考爱岛位于瓦胡岛西北，两岛间隔有170公里宽的考艾海峡。
在夏威夷王国建立前，考爱岛由考爱阿利伊努伊统治。考爱岛是最后几个加入夏威夷王国的岛屿之一，直到1810年才臣服卡美哈梅哈一世。
考爱岛位于夏威夷几个大岛的最北端，是夏威夷群岛中最古老的岛屿，相传夏威夷最初的神就是居住在这里的。